# Houston Rockets 2002-2003
La stagione 2002-03 degli Houston Rockets fu la 36ª nella NBA per la squadra del Texas.
Gli Houston Rockets arrivarono quinti nella Midwest Division della Western Conference con un record di 43-39, non qualificandosi per i play-off.

## Roster
| N° | Naz.                   | Ruolo | Sportivo        | Anno | Alt. | Peso |
| -- | ---------------------- | ----- | --------------- | ---- | ---- | ---- |
| 1  | Stati Uniti (bandiera) | GA    | Juaquin Hawkins | 1973 | 201  | 100  |
| 2  | Stati Uniti (bandiera) | A     | Maurice Taylor  | 1976 | 206  | 118  |
| 3  | Stati Uniti (bandiera) | G     | Steve Francis   | 1977 | 191  | 88   |
| 5  | Stati Uniti (bandiera) | A     | Cuttino Mobley  | 1975 | 193  | 86   |
| 6  | Stati Uniti (bandiera) | G     | Tito Maddox     | 1981 | 193  | 86   |
| 9  | Slovenia (bandiera)    | A     | Boštjan Nachbar | 1980 | 206  | 100  |
| 11 | Cina (bandiera)        | C     | Yao Ming        | 1980 | 229  | 141  |
| 12 | Stati Uniti (bandiera) | G     | Moochie Norris  | 1973 | 185  | 79   |
| 13 | Stati Uniti (bandiera) | C     | Kelvin Cato     | 1974 | 211  | 255  |
| 21 | Stati Uniti (bandiera) | A     | Kenny Thomas    | 1977 | 201  | 261  |
| 33 | Stati Uniti (bandiera) | A     | Eddie Griffin   | 1982 | 208  | 100  |
| 41 | Stati Uniti (bandiera) | A     | Glen Rice       | 1967 | 201  | 98   |
| 44 | Stati Uniti (bandiera) | A     | Terence Morris  | 1979 | 206  | 100  |
| 52 | Stati Uniti (bandiera) | C     | Jason Collier   | 1977 | 213  | 260  |
| 55 | Stati Uniti (bandiera) | GA    | James Posey     | 1977 | 203  | 98   |

## Staff tecnico
- Allenatore: Rudy Tomjanovich
- Vice-allenatori: Jim Boylen, Dean Cooper, Melvin Hunt, Larry Smith, Mike Wells, Melvin Hunt